# Palazzo di Propaganda Fide

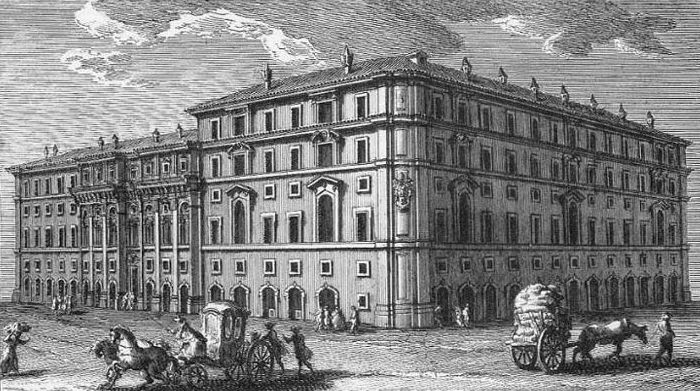
Palazzo di Propaganda Fide (Stich aus dem 18. Jahrhundert von Giuseppe Vasi)

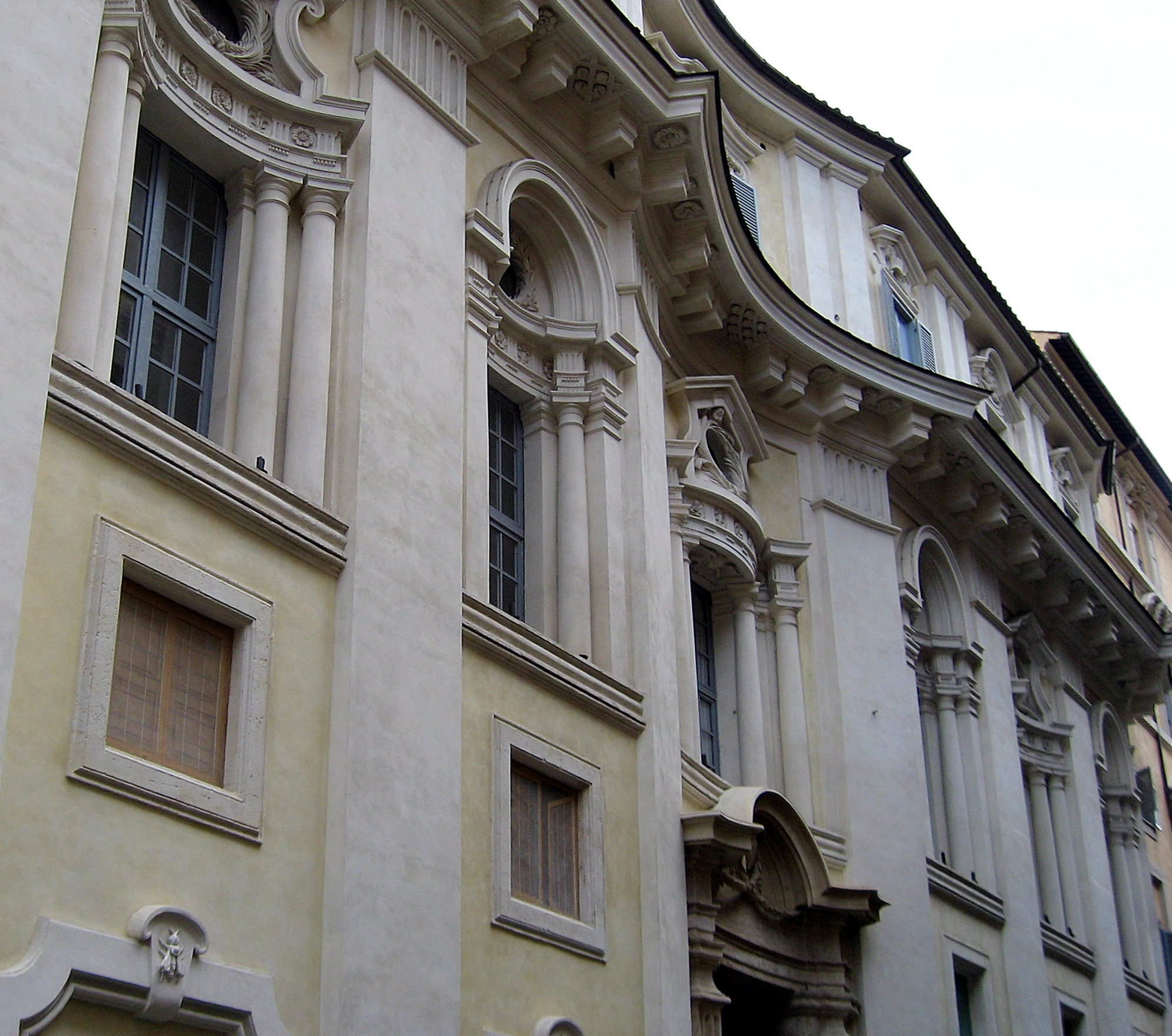
Palazzo di Propaganda Fide, Fassade

Der Palazzo di Propaganda Fide ist ein Palais in Rom, das sich im Rione Colonna an der Piazza di Spagna befindet.

## Geschichte
Das Gebäude ist Sitz des Jesuitenkollegs der Vatikanstadt und diente ursprünglich als Sitz der von den Jesuiten geleiteten Kongregation für die Verbreitung des Glaubens („de Propaganda Fide“), die 1622 gegründet wurde.
Der ursprünglich als Architekt beauftragte Gian Lorenzo Bernini wurde 1646 durch Francesco Borromini abgelöst, da dessen Stil von seinem Mäzen Innozenz X. bevorzugt wurde. Borrominis Gestaltung der Fassade ist durch mächtige Pilaster gegliedert, zwischen denen die Fenster des ersten Stocks nach innen versetzt sind, während sich das Zentraljoch nach vorne wölbt. Eine Leiste trennt das Erdgeschoss vom ersten Stock, das Gesims des Zentraljochs schwingt jedoch wieder nach innen. Diese künstlerisch-architektonisch erzeugte Unruhe gilt als beispielhafte Leistung des Barock in Rom.
Das für die Öffentlichkeit nicht zugängliche Gebäude beherbergt heute ein Jesuitenkolleg, das 1622 von Papst Gregor XV. gegründete Collegio de Propaganda Fide. Borromini baute die Cappella dei Re Magi (Kapelle der Heiligen drei Könige) ein.
Seit dem Abschluss der Lateranverträge im Jahr 1929 befindet sich das Palais im exterritorialen Besitz des Heiligen Stuhls.